# Liolaemus tehuelche
Liolaemus tehuelche — вид ігуаноподібних ящірок родини Liolaemidae. Ендемік Аргентини.

## Поширення і екологія
Liolaemus tehuelche мешкають в районі Серра-Альто в департаменті Пільканієу в провінції Ріо-Негро. Вони живуть в піщаній місцевості, порослій чагарниками. Зустрічаються на висоті від 900 до 1200 м над рівнем моря. Є всеїдними.